# Roger Bresnahan
Roger Philip Bresnahan (Toledo, Ohio, 11 de junio de 1879-Toledo, Ohio, 4 de diciembre de 1944), más conocido como Roger Bresnahan, fue un jugador profesional estadounidense de béisbol que se desempeñó en la posición de cácher en las Grandes Ligas de Béisbol (MLB). Es miembro del Salón de la Fama del Béisbol.

## Carrera
Bresnahan jugó como profesional una temporada en Washington Senators (1897), después pasó por varios equipos, Chicago Cubs (1900), Baltimore Orioles (1901-1902), New York Giants (1902-1908), St. Louis Cardinals (1909-1912), y finalmente, regresó a Chicago Cubs, donde jugó tres temporadas (1913-1915), y fue el equipo en el que se retiró.

## Reconocimiento
En 1945, ingresó como miembro al Salón de la Fama del Béisbol.